# Jennifer Ellison
Jennifer Ellison (Liverpool, 30 de maio de 1983) é uma actriz inglesa, modelo, personalidade da televisão, dançarina e cantora. Ela nasceu em Liverpool e talvez o que a tenha tornado mais conhecida foi ter participado na "soap opera" Brookside até 2003, embora ela tenha uma presença regular nas revistas de homens. Em 2004 participou do filme The Phantom of the Opera.